# Akutocystyda
Akutocystydy (łac. acutocystidia) – rodzaj strzępek występujących w hymenium u niektórych grzybów. Są jednym z rodzajów hyfid.
Akutocystydy to cienkościenne i bezbarwne hyfidy o ostrym wierzchołku. Zazwyczaj nie wystają ponad hymenium. U skórnika aksamitnego (Stereum subtomentosum) powstają z tych samych cienkościennych strzępek co podstawki. Przez niektórych mykologów akutocystydy uważane są za bazydiole.
Występowanie akutocystyd i ich morfologia ma znaczenie przy mikroskopowym oznaczaniu niektórych gatunków grzybów.